# Calasellus californicus
Calasellus californicus är en kräftdjursart som först beskrevs av Miller 1933.  Calasellus californicus ingår i släktet Calasellus och familjen sötvattensgråsuggor. Inga underarter finns listade i Catalogue of Life.